# Ljósavatn
Der Ljósavatn ist ein See in der Region Norðurland eystra im Norden Islands. Er befindet sich auf dem Gemeindegebiet von Þingeyjarsveit und liegt etwa mittig zwischen den Orten Akureyri und Laugar.

## Geografie
Der etwa 3,2 km² große See liegt westlich des Wasserfalls Goðafoss und südlich des Krossöxl im nach ihm benannten Tal Ljósavatnsskarð. Südwestlich des Sees liegt das Stóradalur und der Berg Stóradalsfjall, südöstlich der nach dem See benannte Ljósavatnsfjall.
Von Westen fließt der Fluss Kambsá (hier auch Litlutjarnarlæk genannt) in den See. Von Süden fließt der kleine Fluss Geitá in den See. Der Hauptabfluss des Sees ist die Djúpá, die nach Osten auf den Skjálfandafljót zufließt.
Südöstlich des Sees liegt die Kirche Ljósavatnskirkja. Östlich des Sees fließt der Fluss Ljósavatnsá von Süden nach Norden.

## Geschichte
Die Gegend ist Handlungsort einer der Isländersagas, der Ljósvetninga saga (Saga von den Leuten von Ljósavatn).

## Nutzung
Der See wird zum Fischen genutzt.

## Verkehr
Unmittelbar am Nordufer des Sees verläuft der Hringvegur, Islands wichtigste Verkehrsader.